# 包内伊
包内伊（義大利語：Baunei），是意大利撒丁大区努奥罗省的一个市镇。总面积216.45平方公里，人口3772人，人口密度17.4人/平方公里（2009年）。ISTAT代码为105003。